# Лоренсу, Ивоне
Ивоне Консейсан Диаш Лоренсу (порт. Ivone Conceição Dias Lourenço; 1937—2008) — португальская коммунистка, противница режима «Нового государства». В качестве политзаключённой провела почти семь лет. Веротяно, сообщение британской прессы о её тюремном заключении стало толчком к основанию правозащитной организации Amnesty International.

## Биография
Ивоне Диаш Лоренсу родилась 3 апреля 1937 года в Вила-Франка-де-Шира, к северу от столицы Португалии Лиссабона. Её родители — Антониу Диаш Лоренсу да Силва и Казимира да Консейсан Силва — были членами подпольной Португальской коммунистической партии (ПКП), из-за чего приходилось часто менять место жительства. 
В возрасте семи лет девочку поселили у издателя Франсишку Лиона де Кастру, и с этого времени она больше не жила со своими родителями, поддерживая только спорадические контакты. В 1946 году во время IV нелегального съезда ПКП девятилетняя Ивоне уже стояла на карауле. Её родители были арестованы в декабре 1949 года. В 1954 году её отец стал первым коммунистом, сбежавшим из крепости Пенише, которая использовалась режимом в качестве политической тюрьмы.
В 15-летнем возрасте Лоренсу при поддержке активиста ПКП Домингуша Абрантеша присоединилась к молодёжному крылу Движения за демократическое единство (Movimento de Unidade Democrática — MUD), которое было полулегальной платформой португальских демократических организаций, выступавших против правой диктатуры Антониу де Оливейра Салазара. Активисткой Коммунистической партии Лоренсу стала в 1953 году, а в 1955 году также ушла в подполье, в основном поддерживая товарищей по партии.
23 ноября 1957 года её и Роланду Вердиала задержали; её приговорили к двум годам тюремного заключения, но отсидела она гораздо больше, поскольку суд состоялся только через три года после ареста. Её содержали в тюрьме Кашиас, недалеко от Лиссабона. Вердиал, приговорённый к шести годам тюремного заключения в крепости Пенише, был в числе десятки сбежавших 3 января 1960 года.
Первые шесть месяцев Лоренсу провела в одиночной камере, а затем она жила с другими политзаключёнными, включая Кандиду Вентуру. Она была автором одного из 13 писем, отправленных тайно из тюрьмы Кашиас в мае 1961 года как обращения «организациям и демократическим женщинам со всего мира», зачитанные на встрече в Париже. В этих письмах раскрывались нечеловеческие условия содержания женщин-политзаключённых и пытки, которым они подвергались.
Лоренсу была освобождена только 8 июня 1964 года, проведя в итоге шесть лет девять месяцев в заключении. После освобождения она находилась под пристальным наблюдением салазаровской тайной полиции PIDE. К тому же, её условно-досрочное освобождение из тюрьмы было отменено, когда власти узнали о пересечении ей границы при поездке в Киев (Украина) для участия в VI съезде ПКП. Чтобы избежать повторного ареста, она снова ушла в подполье.
Вернуться к нормальной жизни она смогла только после свержения режима в ходе Революции гвоздик 25 апреля 1974 года, воссоединившись со своим отцом, которого она не видела с момента его ареста. На свободе она сотрудничала в официальном издании ПКП «Avante!» вплоть до своего выхода на пенсию в 2003 году. Ивоне Лоренсу умерла 24 января 2008 года.

## Связь с Amnesty International
19 декабря 1960 года основатель Amnesty International Питер Бененсон читал по дороге на работу лондонскую «Таймс», остановив внимание на статье, в которой сообщалось о вынесении приговора «двум молодым португальцам, поднявшим тост за свободу» — видимо, речь шла о Лоренсу и Вердиале. Эта новость вдохновила его написать и опубликовать в «The Observer» статью «Забытые узники» 28 мая 1961 года — этот день Amnesty International отмечает как дату своего основания. Обращение за амнистию «Appeal for Amnesty 1961» привело к созданию постоянно действующей организации, получившей в сентябре 1962 года наименование Международной амнистии.